# Sojuz TM-21
Sojuz TM-21 (ryska: Союз ТM-21) var en flygning i det ryska rymdprogrammet. Flygningen gick till rymdstationen Mir. Farkosten sköts upp med en Sojuz-U2-raket, från Kosmodromen i Bajkonur den 14 mars 1995. Den dockade med rymdstationen den 16 mars 1995. Den 4 juli 1995 testades farkostens dockningssystem, detta gjordes genom att farkosten lämnade stationen och åter dockade med Kvant-1 modulen bara några minuter senare. Farkosten lämnade rymdstationen den 11 september 1995. Några timmar senare återinträdde den i jordens atmosfär och landade i Kazakstan.
Det var första gången en amerikansk medborgare skjutits upp med en rysk rymdfarkost.
Under flygningen genomfördes den första dockningen mellan en amerikansk rymdfärja och rymdstationen Mir.
Dezjurov, Strekalov och Thagard återvände till jorden med STS-71